# Baćinska jezera
Baćinska jezera – grupa 7 słodkowodnych jezior krasowych na wybrzeżu dalmatyńskim, na północny zachód od ujścia Neretwy i miasta Ploče i na południowy wschód od miejscowości Baćina w Chorwacji. Powierzchnia wody w jeziorach znajduje się powyżej poziomu morza, ale przy maksymalnej głębokości sięgającej 34 m dno sięga poniżej tego poziomu, co określane jest mianem kryptodepresja.
Jeziora otoczone są łąkami i sadami, nad niektórymi z nich znajdują się małe plaże i pola kempingowe. Okolica chętnie odwiedzana przez turystów i wędkarzy.